# Fırlaklı, Musabeyli
Fırlaklı là một xã thuộc huyện Musabeyli, tỉnh Kilis, Thổ Nhĩ Kỳ. Dân số thời điểm năm 2010 là 162 người.